# Elasticidad (economía)
La elasticidad es un concepto económico introducido por el economista inglés Alfred Marshall, procedente de la física, para cuantificar la variación (que puede ser positiva o negativa) experimentada por una variable al cambiar otras. Para entender el concepto económico de la elasticidad, debemos partir de la existencia de dos variables, entre las que existe una cierta dependencia. Por ejemplo, el número de automóviles vendidos y el precio de los automóviles, o el producto interno bruto y los tipos de interés. La elasticidad se mide por la sensibilidad de la cantidad de automóviles vendidos ante la variación del precio de los mismos, o en el segundo caso la sensibilidad del PIB a las variaciones de los tipos de interés. 
Es por ello que la elasticidad se puede entender o definir como la variación porcentual de una variable X en relación con la variación porcentual de una variable Y. Si la variación porcentual de la variable dependiente Y es mayor que la variable independiente X, se dice que la relación es elástica, ya que la variable dependiente Y varía en mayor cantidad de la variable X. Por el contrario, si la variación porcentual de la variable Y es menor que la de la variable X, la relación es inelástica. 
La elasticidad es uno de los conceptos más importantes utilizados en la teoría económica. Es empleada en el estudio de la demanda y los diferentes tipos de bienes que existen en la teoría del consumidor, la incidencia de los impuestos indirectos, los conceptos marginales en la teoría de la empresa, y de la distribución de la riqueza. La elasticidad es también de importancia en el análisis de la distribución del bienestar, en particular, el excedente del consumidor y  el excedente del productor.
La elasticidad precio de la demanda mide la variación relativa o porcentual que experimenta la cantidad demandada como consecuencia de una variación en el precio de un uno por ciento, en otras palabras mide la intensidad con la que responden los compradores a una variación en el precio

## Ámbito de aplicación del concepto
La elasticidad se usa con frecuencia respecto de la relación precio-demanda pero la aplicabilidad de este concepto no está restringida a ese único caso, sino que es más amplia, ya que la elasticidad se calcula con porcentajes, debido a que es la única forma de obtener una unidad de medida común. Al calcular la elasticidad en una relación se mantienen las unidades de medida, por lo tanto, no mide un cambio proporcional, sino una propensión, como la propensión al consumo keynesiana.
Desde un punto de vista matemático, la elasticidad E es un número real que refleja qué incremento porcentual de una variable Y tendremos si se produce un incremento porcentual de una variable X, que controla o determina parcialmente el nivel de Y:

## Representación gráfica

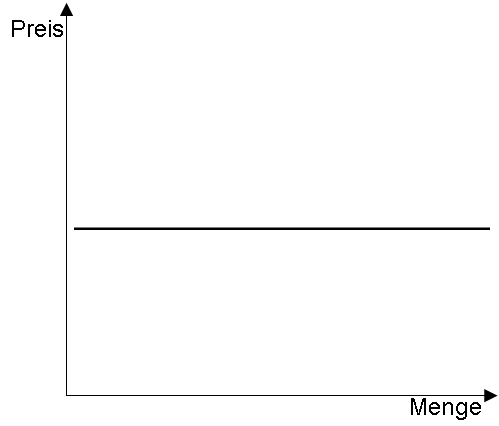
La gráfica representa una demanda perfectamente elástica, en todos sus puntos la elasticidad-precio de la demanda es igual a infinito. Este tipo de demanda es la habitual de las empresas que se encuentran en un mercado de competencia perfecta.

Una manera gráfica de determinar la elasticidad de una curva es el trazado de la función {\displaystyle y(x)} en un gráfico con escalas logarítmicas o gráfico log/log. Esto se puede hacer dibujando la función analítica {\displaystyle y(x)} ya obtenida o mediante la ubicación de los pares {\displaystyle (x,y(x))} y su posterior ultrarregresión. La elasticidad {\displaystyle E(y,x)} será la pendiente de la curva trazada, lo que se justifica mediante la definición de la elasticidad para curvas totalmente diferenciables:

{\displaystyle E(y,x)={\frac {\partial \log(y)}{\partial \log(x)}}}.

## Elasticidad precio de la demanda

### Concepto
En una economía de mercado, si sube el precio de un producto o servicio, la cantidad demandada de éste bajará, y si baja el precio de ese producto o servicio, la cantidad demandada subirá. La elasticidad informa en qué medida se ve afectada la demanda por las variaciones en el precio, de esta manera pueden existir productos o servicios para los cuales el alza de precio produce una variación pequeña de la cantidad demandada, esto significa que los consumidores comprarán la misma cantidad, independientemente de las variaciones del precio, la demanda de este producto es una demanda inelástica. El proceso inverso, es cuando variaciones pequeñas en el precio modifican mucho la cantidad demandada y entonces se dice que la demanda de ese producto es elástica.  
Por ejemplo, el pan ha sido un producto típicamente inelástico en la cultura occidental, ya que es considerado un artículo de primera necesidad, de tal manera que, aunque el precio del mismo subiera drásticamente, la demanda no se modificaría en la misma medida (duplicar el precio de la barra de pan no provoca que la demanda baje a la mitad), mientras que bajar su precio no supondría un aumento de la demanda (que la barra de pan baje su precio a la mitad no provocará que consumamos el doble de pan).
Conocer si nos encontramos ante un producto de alta o baja elasticidad es muy importante a la hora de tomar decisiones relativas a precios. Si nos encontramos ante un producto con una demanda inelástica, sabemos que tenemos un amplio margen de subida de precios, y que una bajada de precios no serviría de nada, ya que no se presentarían variaciones significativas en la demanda. Si nos encontramos ante un producto con demanda elástica, sabemos que una bajada de precios disparará la demanda, y por lo tanto dará mejores resultados globales, mientras que una subida de precios puede suponer una caída súbita en las ventas.

### Expresión matemática
Matemáticamente se expresa de la siguiente manera, siendo: {\displaystyle E_{d}} la elasticidad, {\displaystyle Q_{d}} la cantidad demandada y {\displaystyle P} el precio:

{\displaystyle E_{d}={\frac {\%\ {\mbox{Variación porcentual en la cantidad demandada}}}{\%\ {\mbox{Variación porcentual en el precio}}}}={\frac {\Delta Q_{d}/Q_{d}}{\Delta P/P}}}

- La elasticidad de la demanda es el grado en que la cantidad demandada (Q), responde a las variaciones de precios (P) del mercado. En este caso, dados unos precios (P) y unas cantidades (Q) y un (P * Q) = Ingreso, tenemos que:

- Cuando la reducción del precio (P) hace que la cantidad demandada (Q) aumente tanto que la multiplicación de (P * Q) sea mayor a la original, se presenta una demanda elástica.E>1
- Cuando la reducción del precio (P) hace que la cantidad demandada (Q) aumente en proporciones iguales y (P * Q) sea igual, la elasticidad es proporcional o igual a 1.
- Cuando la reducción del precio (P) hace que la cantidad demandada (Q) aumente muy poco o nada que la multiplicación de (P * Q) es menor a la original, se afirma que la demanda de un bien es inelástica o rígida. E<1

### Principales factores que pueden influir en la elasticidad precio de la demanda
- La existencia de bienes sucedáneos o sustitutivos recíprocos, en mayor o menor medida.
- La proporción del ingreso del consumidor que dedica al gasto del bien objeto de análisis.
- El carácter complementario de algunos bienes con relación a otros más caros o más baratos.
- La mayor o menor durabilidad del bien objeto de análisis (perecederidad).
- La extensión del ejercicio considerado en el análisis.
- Los gustos y preferencias del consumidor.

## Elasticidad precio de la oferta
Es básicamente el mismo concepto, simplemente busca medir el impacto en la oferta de un producto o servicio dada una variación en su precio. Si la cantidad ofrecida de un bien no disminuye cuando se disminuye el precio, se dice que la oferta es rígida o inelástica. 
-En la oferta totalmente elástica, la cantidad ofrecida de la oferta es igual a 1.

## Elasticidad renta de la demanda
La elasticidad-renta de la demanda o elasticidad demanda renta, mide el grado en que la cantidad demandada de un producto responde a la variación de la renta de los consumidores. Su cálculo se realiza dividiendo la variación porcentual de la cantidad demanda entre la variación porcentual de la renta de los consumidores. Dado un cierto bien cuya demanda es {\displaystyle \scriptstyle Q_{i}} se calcula como:

{\displaystyle E_{DR}={\frac {\partial Q_{i}}{\partial R}}}

Esto permite clasificar a los bienes económicos en:
- Bienes inferiores cuando EDR es negativa.
- Bienes normales cuando EDR es positiva o nula.
  - Bienes suntuarios, cuando EDR es superior a 1.
  - Bienes de primera necesidad, cuando 0 < EDR < 1.

## Elasticidad cruzada de la demanda
La elasticidad cruzada de la demanda informa del grado de influencia que tiene en la demanda de un producto, las variaciones en el precio de otro producto diferente relacionado.

{\displaystyle E_{Q_{i}P_{j}}={\frac {\partial Q_{i}}{\partial P_{j}}}}

Si el resultado de la ecuación es mayor a cero, estamos hablando de un bien sustituto. Por el contrario, si es menor a cero, estamos hablando de un bien complementario.
Por lo tanto, si al subir el precio del bien X, esto conlleva a un aumento de la demanda del bien Y, estamos hablando de bienes sustitutos. Y si ocurre lo contrario, estaríamos hablando de bienes complementarios. Y dependiendo de en cuanto varíe la demanda del bien Y, veremos si es elástico (varía mucho la demanda) o inelástica (varía poco).

## Elasticidad Arco
Es una magnitud que refleja la elasticidad-precio de la demanda entre dos puntos de la curva, utilizando como referencia el precio y la cantidad media entre esos dos puntos.